# زنان بدون اشک
زنان بدون اشک (اسپانیایی: La mujer sin lágrimas‎) یک فیلم درام تاریخی مکزیکی به کارگردانی آلفردو بی. کرونا منتشر شده در سال ۱۹۵۱ است که بازیگران آن شامل لیبرتاد لامارکه، مارگا لوپز و ارنستو آلونسو است.